# Lubbockichthys tanakai
Lubbockichthys tanakai is een straalvinnige vissensoort uit de familie van dwergzeebaarzen (Pseudochromidae). De wetenschappelijke naam van de soort is voor het eerst geldig gepubliceerd in 2002 door Gill & Senou.